# Pedro Azogue
Pedro Jesús Azogue Rojas (Santa Cruz de la Sierra, 6 dicembre 1994) è un calciatore boliviano, centrocampista centrale dell'Nacional Potosí e della Nazionale boliviana.

## Carriera

### Nazionale
Viene convocato per la Copa América Centenario negli Stati Uniti.